# Елија Казан
Елија Казан (енгл. Elia Kazan, IPA: , право име Елија Казанџоглу, Истанбул, 7. септембар 1909 — Њујорк, 28. септембар 2003) био је амерички редитељ, сценариста, продуцент, глумац и књижевник. Рођен је у породици грчког порекла. Освојио је два Оскара за најбољег редитеља, те Оскара за животно дело, а 21 глумац са којима је радио био је номинован за Оскара, од којих су га деветорица и освојила. Открио је и у свет филма увео тада младе и перспективне глумце као што су Марлон Брандо и Џејмс Дин, а режирао је велики број успешних филмова, од којих су најпознатији Трамвај звани жеља, На доковима Њујорка и Источно од раја. Сем Бранда и Дина, у његовим филмовима су дебитовали и Ворен Бејти, Керол Бејкер, Џули Харис, Енди Грифит, Ли Ремик, Рип Торн, Илај Волак, Ив Мери Сејнт, Мартин Балсам и Пат Хингл. У Казановим филмовима су неке од најбољих улога у каријери остварили Натали Вуд и Џејмс Дан (енгл. James Dunn). Филмски продуцент Џорџ Стивенс млађи рекао је да су „Казанови филмови, заједно са глумцима који су наступили у њима, променили америчку кинематографију“.
Прекреница у Казановом животу је било његово сведочење пред Комитетом за неамеричке активности против својих сарадника да су комунисти, због чега је у каснијој каријери био стигматизован међу колегама.

## Детињство и младост
Рођен је као Елија Казанџоглу 1909. у Константинополису (данашњи Истанбул), који је тада био главни град Османског царства, као дете грчких родитеља. Године 1913, кад су му биле четири године, његова је породица емигрирала у Сједињене Државе и сместила се у Њујорку, где је његов отац, Георг Казанџоглу, постао трговац теписима. Казанов отац је очекивао да ће му син ући у породични посао, али његова мајка, Атена, охрабрила га је да крене својим путем.
Казан је похађао јавне школе у Њујорку и Њу Рошелу, у држави Њујорк. Након матуре на колеџу Вилијамс, у Масачусетсу, Казан је похађао драмску школу на универзитету Јејл. У тридесетима је глумио с њујоршком Гропу позоришту, заједно с (између осталих) Лијем Страсбергом, Клифордом Одетсом и Стелом и Лутером Одлер. Око 19 месеци, од 1934. до 1936, Казан је био члан тајне комунистичке ћелије.

## Позоришна каријера
Постао је један од најпознатијих чланова холивудске елите. Казан је наступио у представама Men in White, Waiting for Letty, Johnny Johnson и Golden Boy, а режирао је драме Трамвај зван чежња (1951) и Мачка на врућем лименом крову (1955), које су прославиле Тенесија Вилијамса, као и Сви моји синови (1947) и Смрт трговца (1949), које су прославиле Артура Милера. Примио је три Тони награде, за представе Сви моји синови, Смрт трговца и Џ.Б..

## Редитељска каријера
Казанова редитељска каријера је једнако значајна. Добио је два Оскара за режију, за филмове Џентлменски споразум (1947) и На доковима Њујорка (1954). Извукао је незаборавне извођења од глумаца као што су Марлон Брандо, Вивијен Ли, Карл Малден и Ким Хантер у филму Трамвај зван чежња (1951) (филмска верзија драме Тенесија Вилијамса), и Џејмс Дин i Џо ван Флит у филму Источно од раја (адаптација романа Џона Стајнбека).

## Контроверзе с Одбором за противамеричке активности
Казанова каснија каријера обележена је његовим сведочењем пред Одбором за противамеричке активности у којем је одао имена неких бивших чланова Комунистичке партије. Нека од тих имена су била Џером Робинс, Роберт Тејлор, Стерлинг Хејден, Лео Таунсенд, Берт Ајвс, Бад Шулберг и Лела Роџерс (мајка Џинџер Роџерс).
Казан је накратко у младости био члан Комунистичке партије, кад је био члан позоришне групе, Гропу театар, у тридесетим. У то време је у групи било неколико позоришних професионалаца који су били комунисти или левичарски симпатизери. Казан се као социјалиста осетио издатим Стаљиновом окрутношћу и идеолошком ригидношћу комуниста генерално. Посебно је био увређен кад су партијски функционери покушали да интервенишу у уметничким одлукама позоришне групе.
Прво, иако је Казан пристао да сведочи пред Одбором, те да призна да је бивши члан Комунистичке партије, одбио је ода имена других бивших чланова. Али тада га је притиснуо холивудски студијски менаџмент да сарађује с Одбором и ода имена бивших чланова партије те оних који су били повезани с партијским активностима, како би сачувао своју каријеру. Он је знао да су имена већ позната одбору, јер је исти већ прибавио документе из архиве Комунистичке партије, те да ће његово сведочење само послужити да се повећа медијска пажња.
Одавање имена од стране неког у Холивуду служило је као тактика Одбору како би легитимизовао своје акције и подстакнуо реакцију против оних који су тек пријатељи или рођаци оптужених. Једна од таквих која је проглашена чланицом партије била је супруга познатог глумца Џона Гарфилда, с којом је Казан радио у Театер групи, а коју је истраживао одбор. Одбор није успео да доведе самог Гарфилда у везу с Партијом, али и њему је претила казна.
Како је Казан касније објаснио, веровао је да је у најбољем интересу земље и његових либералних уверења да сарађује с Одбором за неамеричке активности како би помогао настојању Одбора да протера комунисте из Холивуда. Казан није осећао никакву приврженост комунизму те се разочарао Совјетским Савезом који је спроводио брутална убиства и репресију током Стаљинових чистки, и масакром Пољака у Другом светском рату. Ипак се правдао Партијским покушајима да му натуре своју агенду док је био у позоришту. Амерички драматичари Лилијан Хелман и Артур Милер су јавно и огорчено противречили Казановим оправдањима. Иронично, иако је Казан сведочио пред Одбором под пријетњом изопштења и стављања на црну листу од стране холивудских студија, након тога су га избегавали и изопштили многи бивши пријатељи. Увек увереног либерала и слободоумну особу, чак социјалисту у својим политичким погледима, Казана су сад левичари мрзили, а многи му десничари нису веровали. Неки су опазили елементе Казанове властите реакције на критике у филму На доковима Њујорка.

## Живот грчког Американца
Казан је 1967. објавио Сређивање, роман о емоционално измученом средњовечном Американцу грчких корена који живи двоструким животом у Калифорнији као директор маркетинга, под именом Еди Андресон, и озбиљни писац који пише за часопис под именом „Еванс Арнес”, иако му је рођено име Евангелос Арнес. „Сређивање” јунаковог живота убија њега самог, што га доводи до покушаја самоубојства и нервног слома. Критичари су видели паралелу на Казанов стварни живот, понајвише због тога што је јунак накратко био члан Комунистичке партије пре Другог светског рата и наравно, јунаково грчко подрекло и американизација његова родног имена. Казан је оповргнуо аутобиографске елементе те је рекао како је роман измишљен. Послужио је као предложак за истоимени филм филм из 1969.